# Herb gminy Łagów (powiat świebodziński)
Herb gminy Łagów – jeden z symboli gminy Łagów. 

## Wygląd i symbolika
Herb przedstawia na czerwonym polu tarczy srebrny (biały) symbol krzyża maltańskiego.

## Historia
Krzyż stanowi nawiązanie do symboliki Zakonu Maltańskiego (Joannitów), który w 1347 roku nabył Łagów od margrabiego brandenburskiego Ludwika. Miejscowość do 1810 roku była siedzibą komandorii joannitów, która swoim zasięgiem obejmowała znaczną część obecnej gminy Łagów.
Herb swoim wyglądem bezpośrednio odnosi się do dawnego herbu miasta Łagów, który został ustanowiony 27 marca 1811 roku. Miejscowość posiadała prawa miejskie do 1932 roku.